# Fressancourt
Fressancourt es una comuna francesa situada en el departamento de Aisne, de la región de Alta Francia.

## Geografía
Está ubicada a 16 km al oeste de Laon.

## Demografía
| 162 | 167 | 134 | 138 | 163 | 184 | 210 | 199 |
| Para los censos de 1962 a 1999 la población legal corresponde a la población sin duplicidades (Fuente: INSEE [Consultar]) |     |     |     |     |     |     |     |